# جمهوری روم (قرن ۱۸)
جمهوری روم (انگلیسی: Roman Republic) جمهوری خواهر اولین جمهوری فرانسه بود. جمهوری روم در ۱۵ فوریه ۱۷۹۸ پس از اینکه لوئی-الکساندر برتی‌یر، ژنرال ارتش انقلابی فرانسه تحت حکومت ناپلئون بناپارت شهر رم را اشغال کرد، در ۱۰ فوریه اعلام شد.